# Elektrooptische Entfernungsmessung

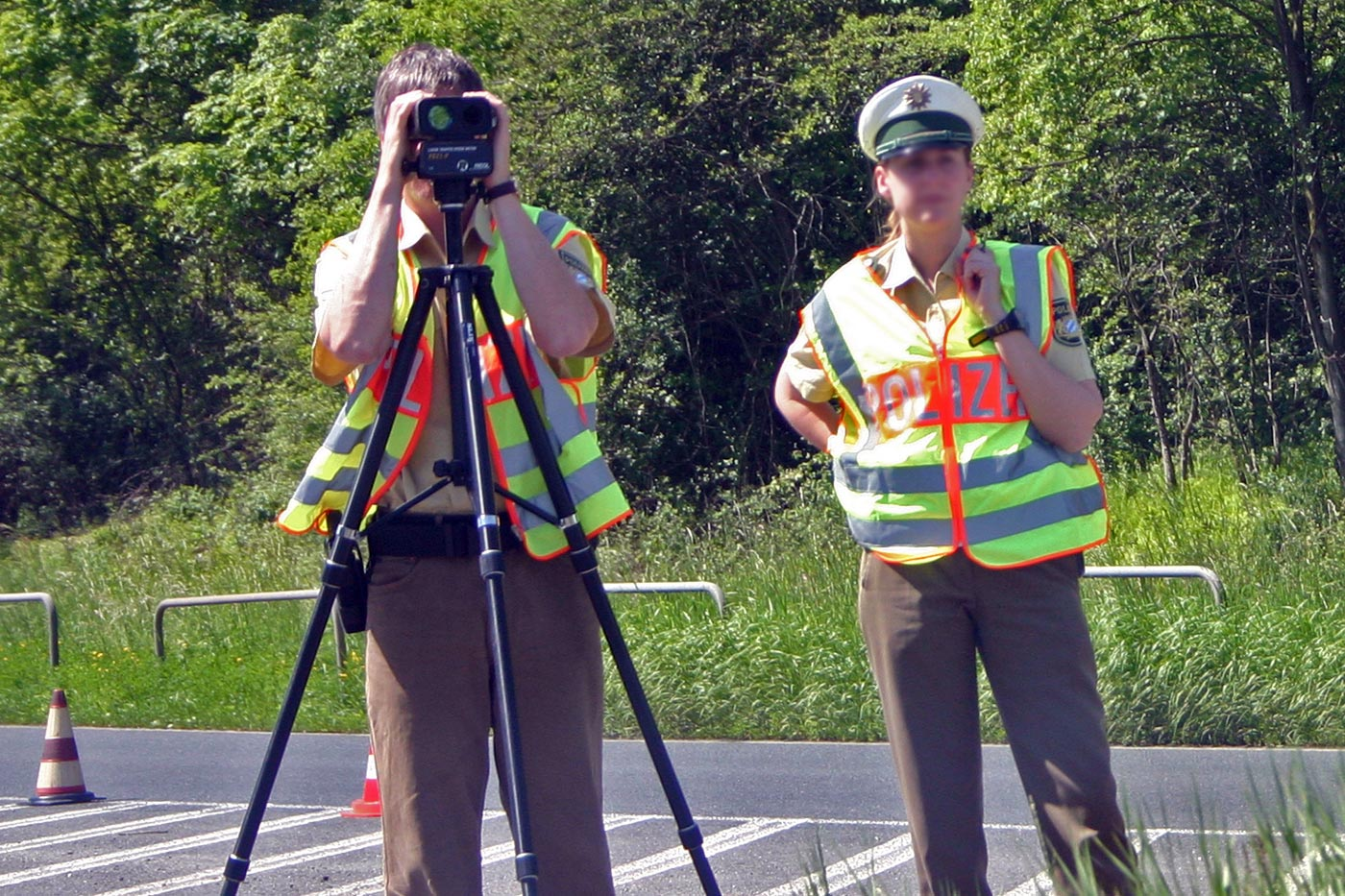
Eine Laserpistole wendet die optische Abstandsmessung an.

Die elektrooptische Entfernungsmessung (auch Abstands-, Distanzmessung) oder Laserentfernungsmessung ist eine elektronische Entfernungsmessung (EDM) anhand einer Laufzeitmessung, der Phasenlagemessung oder der Lasertriangulation von Licht, zumeist Laser.
Weitere aktive und passive optische Abstandsmessverfahren sind u. a. das Lichtschnittverfahren und die Triangulation auf dem Gebiet der Geodäsie bzw. Vermessung.
Die Lasertriangulation und das Laserinterferometer eignen sich bevorzugt für kurze Entfernungen (einige Mikrometer bis 100 Meter), die Laufzeitverfahren dagegen eher für große Entfernungen (ein Meter bis 1011 Meter).

## Laufzeitmessung
Bei der Laufzeitmessung wird ein zeitlich kurzer Lichtpuls ausgesandt.
Die Pulslaufzeit ist die Zeit, die der Lichtstrahl braucht, um von der Quelle zu einem Reflektor, zumeist Retroreflektor, und wieder zurück zur Quelle zu laufen. Durch Messen dieser Laufzeit {\displaystyle \Delta t} kann man über die Lichtgeschwindigkeit die Distanz {\displaystyle l} zwischen Quelle und Objekt ermitteln. Der Faktor {\displaystyle {\tfrac {1}{2}}} berücksichtigt, dass das Licht die Entfernung zum Objekt zweimal durchlaufen muss, einmal hin und einmal zurück. Die Lichtgeschwindigkeit wird durch das umgebende Medium mit dem Brechungsindex {\displaystyle n} reduziert.
{\displaystyle l\;=\;{\frac {c\cdot \Delta t}{2\cdot n\,}}}
Der Vorteil dieses Verfahrens ist die geringe Messzeit. Das Verfahren hat Messbereiche von einem Meter bis mehrere 10 Kilometer. Der Nachteil ist die erforderliche präzise Zeitmessung (Nano- bis Picosekunden). Es ist daher schwierig, eine höhere Auflösung als einige Zentimeter zu erreichen.
Um die Genauigkeitsanforderung an die Zeitmessung zu verringern, werden Verfahren eingesetzt, bei denen der Laserstrahl selbst frequenzmoduliert oder mit einem hochfrequenten Signal moduliert wird.
Dieses Verfahren verwenden Lidar, Satellite Laser Ranging, TOF-Kameras und PMD-Sensoren.

## Messung über die Phasenlage

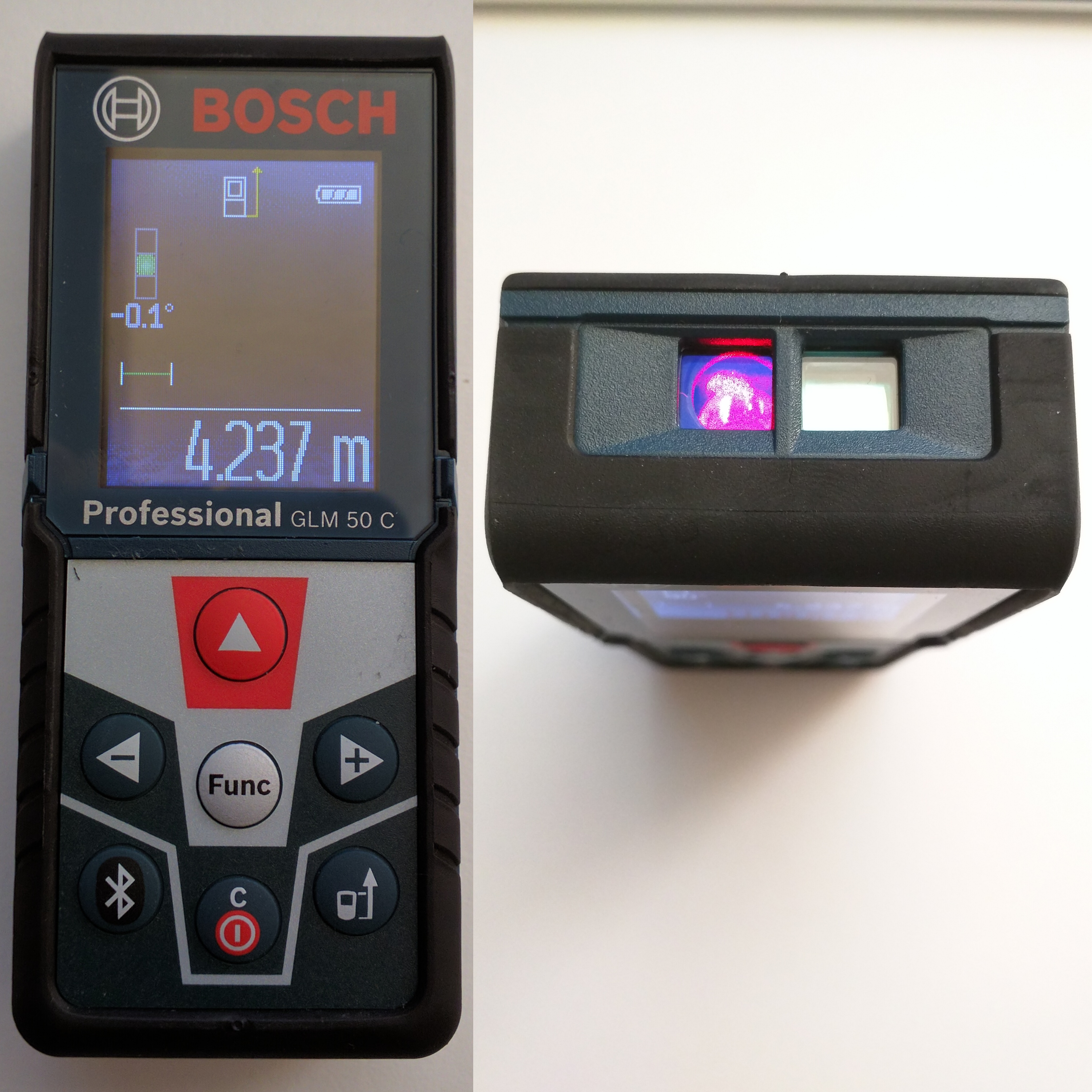
Laser-Entfernungsmesser, der über die Phasenlage misst. An der Stirnseite befinden sich die Öffnungen für das rote Licht des Lasers und daneben für die Photodiode

Die Phasenverschiebung des reflektierten Laserstrahls oder dessen Modulation gegenüber dem ausgesandten Strahl ist entfernungsabhängig. Diese Phasenverschiebung kann gemessen und benutzt werden, um die zurückgelegte Distanz zu ermitteln.

### Laserinterferometer
Wird die Laserfrequenz selbst zur Überlagerung genutzt, arbeitet das Gerät wie ein Laserinterferometer. Laserinterferometer messen keine absoluten Weglängen, sondern nur die relative Änderung bei Verschiebung des Zieles bzw. eines Referenzspiegels. Beim Verschieben des Spiegels wird die Summe aus ausgesandtem und reflektiertem Strahl periodisch moduliert (Interferenz). Es durchläuft bei der Verschiebung um eine halbe Lichtwellenlänge genau eine Periode. Zählt man die Durchgänge und multipliziert sie mit der Lichtwellenlänge, erhält man die gesuchte Wegstrecke. Mit einer genaueren Auswertung des Signals erreicht man Genauigkeiten von etwa {\displaystyle 1/100} Wellenlänge, das sind bei sichtbarem Licht wenige Nanometer. Die Lichtwellenlänge ist allerdings abhängig vom Brechungsindex der Luft  und verändert sich mit Temperatur, Druck und Feuchtigkeit. Für genaue Messungen muss der Zählwert der Lichtwellenlängen mit diesen Eigenschaften der Luft korrigiert werden (Luftdichtekorrektion).
Bei größeren Entfernungen arbeitet man mit einer Hochfrequenzmodulation der Laseramplitude und wertet nicht die Laserwellenlänge, sondern die Phasenlage dieser aufmodulierten Hochfrequenzsignale aus. Wenn man annimmt, dass der ausgesandte Strahl mit einer Frequenz {\displaystyle f=1/T} moduliert wurde, so erhält man folgende Grafik: 
Die Phasendifferenz erhält man durch die Gleichung:
{\displaystyle \phi ={\frac {\Delta t}{T}}\cdot 2\pi }
Die Distanz kann mit
{\displaystyle s_{n}={\frac {c\cdot T}{4\pi }}\cdot (\phi +2\pi \cdot n)={\frac {c}{2}}\cdot (n\cdot T+\Delta t)}
errechnet werden.
Der Vorteil dieser Methoden ist die gegenüber Laufzeitverfahren höhere Auflösung, die mit geringerem messtechnischen Aufwand zu realisieren ist. Die Messentfernung ist jedoch – aufgrund des notwendigerweise kontinuierlich bei kleiner Leistung arbeitenden Lasers – geringer.
Ein weiteres Problem ist die fehlende Eindeutigkeit der Signale bei Entfernungen eines Vielfachen der halben Laser- bzw. Modulationswellenlänge.

### Erreichen einer Absolutmessung
Die Mehrdeutigkeit interferometrischer Verfahren kann mit Hilfe einer Frequenzmodulation des Lasers oder dessen Hochfrequenz-Modulationssignales umgangen werden. Man führt dadurch in die Phasenmessung eine Laufzeitkomponente ein.
Durch eine niedrigere Frequenz (= längere Periodendauer) erhält man eine größere Distanz eines eindeutigen Ergebnisses, jedoch eine geringere Auflösung. Zum Prinzip siehe auch bei FMCW-Radar.
Verfahren mit HF-moduliertem Laser erreichen maximale Messentfernungen von ungefähr 200 Metern.
Zwei Methoden, um eine absolute Entfernungsmessung durch Messung der Phasenlage zu erreichen:
Methode 1
Kontinuierliche Frequenzmodulation (Funktion wie ein FM-Radar); vergleicht man nun das ursprüngliche mit dem reflektierten Signal, besteht zwischen beiden ein Frequenzunterschied. Dieser Unterschied ist proportional zur Distanz.
Unter Berücksichtigung der Phasendifferenz:
{\displaystyle L=\Delta \phi \cdot {\frac {1}{2}}\cdot {\frac {\lambda _{1}\cdot \lambda _{2}}{\mid \lambda _{1}-\lambda _{2}\mid }}}
Allerdings ist es nicht möglich, die Wellenlänge des Lasers exakt zu steuern. Daher muss seine Wellenlänge als Referenz benutzt werden.
{\displaystyle L=L_{\mathrm {ref} }\cdot {\frac {\Delta \phi }{\Delta \phi _{\mathrm {ref} }}}}
Bei direkter Frequenzmodulation des Lasers werden Auflösungen um 1 Mikrometer erreicht. Jedoch erhält man mit herkömmlichen Lasern eine maximale Mess-Distanz um 1 Meter.
Methode 2
Um die Unbestimmtheit einer relativen interferometrischen Messung zu beseitigen, wird bei zwei oder mehreren diskreten Frequenzen die Phasenlage gemessen. Die Frequenzen können wiederum die Laserfrequenz selbst (verschiedene Laser, bei kleinsten Entfernungen) oder Modulationsfrequenzen ein und desselben Lasers sein (Frequenzen müssen zu Entfernungen und Messbereich passen).

## Lasertriangulation

Prinzip der Lasertriangulation

Bei der Lasertriangulation wird ein Laserstrahl (bei geringen Anforderungen auch die Strahlung einer Leuchtdiode) auf das Messobjekt fokussiert und mit einer daneben im Sensor befindlichen Kamera, einer ortsauflösenden Photodiode oder einer CCD-Zeile beobachtet.
Ändert sich die Entfernung des Messobjektes vom Sensor, ändert sich auch der Winkel, unter dem der Lichtpunkt beobachtet wird und damit die Position seines Abbildes auf dem Fotoempfänger. Aus der Positionsänderung wird mit Hilfe der Winkelfunktionen die Entfernung des Objektes vom Laserprojektor berechnet.
Beim Fotoempfänger handelt es sich um ein lichtempfindliches Element, das die Position des Lichtpunktes im Abbild bestimmt. Aus dieser Bildposition wird die Distanz zwischen Sensor und Objekt berechnet.
Lasertriangulationssensoren werden am Ende ihres Produktionsprozesses auf einem Referenzaufbau geeicht. Dadurch erhalten sie eine hohe Genauigkeit.
Ein Vorteil der Triangulation ist der Umstand, dass es sich um rein trigonometrische Zusammenhänge handelt. Die Messung kann darum kontinuierlich erfolgen und eignet sich damit gut zur Abstandsmessung an bewegten Objekten.
Um die Fremdlichtempfindlichkeit und den Einfluss inhomogen reflektierender Oberflächen zu senken, muss der Messpunkt möglichst klein und hell sein. In der Regel arbeiten solche Sensoren im Impulsbetrieb.
Das Verfahren ist nur für geringe Entfernungen geeignet, da dessen Empfindlichkeit in der vierten Potenz (Zweiwegdämpfung) mit dem Abstand zwischen Sender und Empfänger abfällt. Laser und Fotoempfänger sind meist zusammen in einem Gehäuse untergebracht.
Das obige Schema verdeutlicht die Relationen zwischen den verschiedenen Distanzen. Mit Hilfe der Trigonometrie ist es möglich, die Distanz {\displaystyle x-x_{0}} aus der gemessenen Distanz {\displaystyle x'-x_{0}'} zu ermitteln:
{\displaystyle \tan \delta ={\frac {x'-x_{0}'}{f}}\to \tan \alpha ={\frac {x_{0}}{D}}}
{\displaystyle x=D\cdot \tan(\alpha +\delta )=D\cdot {\frac {\tan \alpha +\tan \delta }{1-\tan \alpha \cdot \tan \delta }}}
{\displaystyle x=D\cdot {\frac {{\frac {x_{0}}{D}}+{\frac {x'-x_{0}'}{f}}}{1-{\frac {x_{0}}{D}}\cdot {\frac {x'-x_{0}'}{f}}}}}

## Zusammenfassung
|                  | Messbereich                     | Kommentar                                      |
| Laufzeitmessung  | 3 Zentimeter – 40 Kilometer     | kurze Messzeit, kein Aperturwinkel             |
| Phasenmodulation | frequenzabhängig max. 200 Meter | niedrige Fabrikationskosten                    |
| Interferometrie  | 10 Nanometer – 20 Meter         | höhere Kosten, hohe Auflösung                  |
| Triangulation    | einige Millimeter – 100 Meter   | abhängig von Oberfläche, kostengünstig, robust |

## Messgeräte
In der Geodäsie heißen die Entfernungsmessgeräte, die nach dem Prinzip der Laufzeitmessung oder Phasenmodulation arbeiten, Tachymeter oder Distanzer.
Es gibt zahlreiche Geräte auch für den Heimwerkerbereich mit Reichweitenbereichen von einigen cm bis über 200 m und Genauigkeiten im Millimeter-Bereich. Die besser ausgestatteten Geräte können Werte speichern, Flächen und Volumen berechnen und indirekt Längen z. B. auf Basis eines eingebauten Neigungsmessers bestimmen.